# دوماتسنو
دوماتسنو (به لهستانی:  Domacyno) یک روستا در لهستان است که در گمینا کارلینو واقع شده‌است.